# Gilberto Duarte
Gilberto Duarte (* 6. Juli 1990 in Portimão) ist ein portugiesischer Handballspieler.
Ab seiner Kindheit lief der 1,95 m große halblinke Rückraumspieler für den portugiesischen Topklub FC Porto auf. Seit Beginn seiner Profikarriere 2007 konnte er siebenmal die portugiesische Meisterschaft (2009–2015) gewinnen. Er wurde in der Liga zum Spieler des Jahres 2012 gewählt. In der Saison 2013/14 war er Portos bester Torschütze in der EHF Champions League mit 56 Toren in 10 Spielen, allein 9 Treffer gelangen ihm gegen den THW Kiel. Im Sommer 2016 wechselte er zum polnischen Erstligisten Wisła Płock. Zur Saison 2018/19 wechselte er zum FC Barcelona, mit dem er 2019 spanischer Meister und Liga- und Königspokalsieger wurde. Ab dem Sommer 2019 lief er für den französischen Erstligisten Montpellier Handball auf. Zur Saison 2022/23 besaß er einen Vertrag beim nordmazedonischen Verein RK Vardar Skopje. Da dieser Wechsel nicht zustande kam, schloss er sich stattdessen dem deutschen Bundesligisten Frisch Auf Göppingen an. Im Sommer 2023 schloss er sich dem französischen Erstligisten Pays d’Aix UC an. Ein Jahr später wurde er vom griechischen Erstligisten AEK Athen unter Vertrag genommen.
In der portugiesischen Nationalmannschaft hatte er bislang 126 Einsätze. Mit der portugiesischen Auswahl nahm er an den Olympischen Spielen in Tokio teil.